# Christian Ludwig Scheidt
Christian Ludwig Scheidt (* 26. September 1709 in Waldenburg (Württemberg); † 25. Oktober 1761 in Hannover) war ein deutscher Jurist und Historiker sowie der Dichter des Kirchenliedes Aus Gnaden soll ich selig werden.

## Leben
Als Sohn eines gräflichen Amtmanns und Rathes besuchte Scheidt die Schule zu Oehringen und studierte nach Ablegen der Reifeprüfung von 1724 bis 1730 die Universitäten Altdorf und Straßburg. In Altdorf hörte er die Vorlesungen von Christian Gottlieb Schwartz. 1732 unternahm er mit Freunden Reisen in die Schweiz, nach Frankreich und Holland. 1734 ging er nach Halle und 1736 nach Göttingen. 1737 promovierte er als Doktor der Rechtswissenschaft und erhielt im darauffolgenden Jahr einen Posten als außerordentlicher Professor an der Juristischen Fakultät. Im Jahr darauf erhielt er einen Ruf an die Universität Kopenhagen, wo er 1746/47 als Rektor amtierte. Er wurde dänischer Konsistorialrat, kehrte dann jedoch 1748 zurück und wurde Hofrat und Bibliothekar in Hannover.
Während seines kurzen Aufenthalts in Göttingen heiratete er die Tochter des bekannten Verlegers Johann Jakob Schmauß. Aus der Ehe gingen acht Kinder hervor, die alle sehr jung verstarben. Nachdem ihm der Ehebruch seiner Frau bekannt geworden war, ließ er sich 1758 von ihr scheiden und heiratete im gleichen Jahr erneut.
1751 wurde er zum auswärtigen Mitglied der Göttinger Akademie der Wissenschaften gewählt. 1760 wurde er zum auswärtigen Mitglied der Bayerischen Akademie der Wissenschaften ernannt.

## Werke (Auszug)
- Origines Guelficae, quibus tum veterum Aldorfii comitum, vier Bände, Hannover, 1750–1754. f. Band I 1750; Band II 1751, Band III 1752, Band IV 1753, in: Regesta Imperii, Band V 1780, ist von Johann Heinrich Jung.